# 明大寺本町
明大寺本町（みょうだいじほんまち）は、愛知県岡崎市の町名である。現行行政地名は明大寺本町1丁目から明大寺本町4丁目。

## 地理
岡崎市のやや南西、名鉄東岡崎駅の北側に位置する。また、岡崎市中心市街地の南端でもある。小字は置かれていない。

## 世帯数と人口
2019年（令和元年）5月1日現在の世帯数と人口は以下の通りである。
| 町丁       | 世帯数  | 人口  |
| ---------- | ------- | ----- |
| 明大寺本町 | 270世帯 | 490人 |

### 人口の変遷
国勢調査による人口の推移
| 1995年（平成7年）  | 506人 | [ 6 ]  |  |
| 2000年（平成12年） | 443人 | [ 7 ]  |  |
| 2005年（平成17年） | 541人 | [ 8 ]  |  |
| 2010年（平成22年） | 393人 | [ 9 ]  |  |
| 2015年（平成27年） | 505人 | [ 10 ] |  |

## 小・中学校の学区
市立小・中学校に通う場合、学区は以下の通りとなる。
| 丁目            | 番・番地等                  | 小学校             | 中学校             |
| --------------- | --------------------------- | ------------------ | ------------------ |
| 明大寺本町1丁目 | 3～11番地 25～34番地 40番地 | 岡崎市立三島小学校 | 岡崎市立竜海中学校 |
| 明大寺本町1丁目 | 1番地 12～24番地            | 岡崎市立六名小学校 | 岡崎市立竜海中学校 |
| 明大寺本町2丁目 | 22～33番地                  | 岡崎市立六名小学校 | 岡崎市立竜海中学校 |
| 明大寺本町2丁目 | その他                      | 岡崎市立三島小学校 | 岡崎市立竜海中学校 |
| 明大寺本町3丁目 | 全域                        | 岡崎市立三島小学校 | 岡崎市立竜海中学校 |
| 明大寺本町4丁目 | 全域                        | 岡崎市立三島小学校 | 岡崎市立竜海中学校 |

## 歴史
額田郡明大寺村の一部を前身とする。

### 沿革
- 1957年（昭和32年）11月15日 - 明大寺町・久後崎町の各一部より、明大寺本町1〜4丁目が成立[1]。

## 太陽の城跡地の再開発

### 太陽の城竣工

右端のレンガ色の建物が太陽の城

1979年（昭和54年）5月1日、明大寺本町1丁目の殿橋付近に青少年センターと児童センターの複合施設である「太陽の城」がオープンした。年金積立金還元融資事業として建てられ、ヨーロッパの古城を思わせる外見は当時では画期的であった。
2003年（平成15年）2月、「太陽の城」と同じブロックの南東角の旧岡崎税務署施設の改修工事が着工。同年7月8日から「岡崎市教育文化館」として供用開始。教育文化館の総事業費は土地建物購入費を含め、6億1,970万円であった。
2010年（平成22年）、市は、上地3丁目にある「アイプラザ」を愛知県から無償で譲り受け、2011年（平成23年）8月2日、「岡崎市総合学習センター」の名称で再整備した。これに伴い、同年の9月議会定例会で教育文化館と太陽の城の廃止が決まった。
2012年（平成24年）3月31日、太陽の城は閉館。
同年6月4日、市は、教育文化館と太陽の城の跡地に300人以上のコンベンション機能を有した都市型ホテルを誘致する計画を明らかにした。対象の土地約8,710m2のうち、売却面積は約7,800m2とされた。太陽の城の解体工事は8月中旬以降から始まった。9月、市は跡地周辺を工業地域から商業地域に用途変更した。
同年9月24日に開いた説明会には4事業者が参加した。契約額は8億8,600万円以上で、公募型プロポーザル方式で選定することなどが開示された。ところが期限までに必要書類を提出した唯一の事業者から、同年11月26日に辞退の連絡が入った。
2014年（平成26年）8月末、旧教育文化館の北側に隣接する秀英予備校が閉校。閉校後、市は土地所有者の岡崎倉庫から土地を買い取った。

### コンベンション施設、ホテルの建設

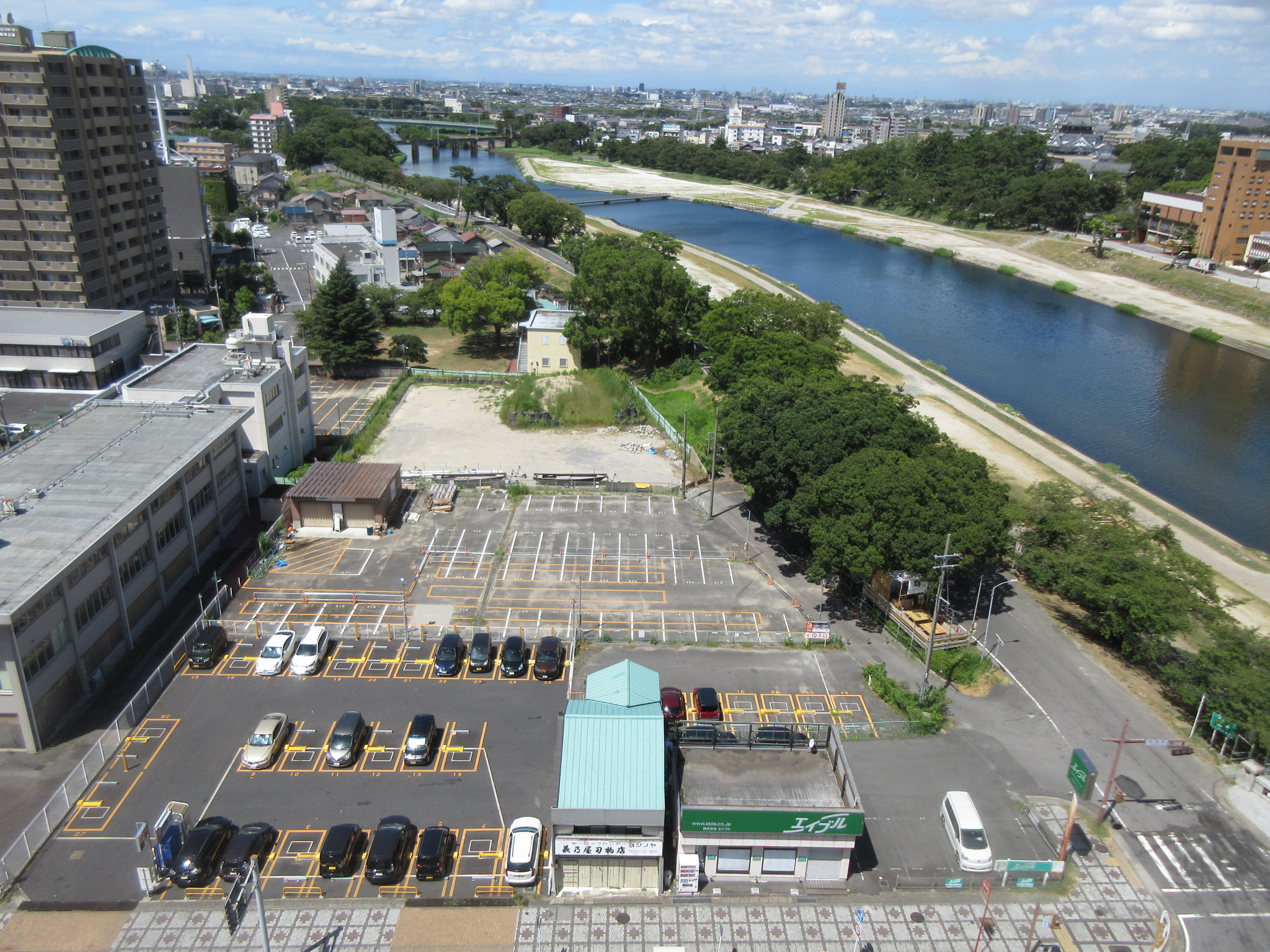
コンベンション施設とホテルの建設予定地

2019年（平成31年）2月18日、市は、太陽の城跡地と駐車場と明代公園（7,695m2）と、教育文化館（1,014m2）を合わせた計8,709m2の市有地に新たなコンベンション施設などを建設すると発表した。計画では、「隣接地に民間ホテルを再び誘致。ホテルを除く施設整備費は43億9,300万円。2020年2月下旬に事業者（優先交渉権者）を決定し、2020年度に設計や旧教育文化館などの解体、2021年度から建設工事に着手。2023年（令和5年）4月1日の供用開始を目指す」とされた。
同年6月19日、市は（1）コンベンション施設の整備を行う「岡崎市コンベンション施設整備事業」、（2）ホテル等事業を行う「ホテル等民間収益施設事業」、（3）乙川河川緑地の利活用等を行う「乙川河川緑地管理運営事業」の3つの事業を合わせた「岡崎市QURUWAプロジェクト（コンベンション施設整備事業等）」の実施方針を発表した。
2020年（令和2年）2月26日、市は、コンベンション施設を建設・運営する事業予定者を、酒部建設を代表企業とするグループ「酒部建設グループ」に決定した。同グループは3階建て延べ6,304m2のコンベンション施設、8階建て延べ4,578m2のホテルの合築を提案した。市は建設費約45億9,000万円（税抜き）と、15年間の運営費として約27億3,600万円（税抜き）を支払い、併設されるホテルは三菱地所が出資し、体験型宿泊施設を手がける大阪市の企業が運営するという計画が発表された。同年4月、酒部建設を中心とする特別目的会社（SPC）の「岡崎リバーリンク株式会社」が設立。
同年10月18日に行われた市長選挙で、「コンベンション施設の建設中止」を強く訴える元衆議院議員の中根康浩が初当選。同年12月21日、中根市長は、コンベンション施設整備事業を中止するための協議を一旦、「岡崎リバーリンク株式会社」と三菱地所に申し入れた。
2021年（令和3年）4月から10月末にかけて、市は市民から意見を聴取。同年11月15日、太陽の城跡地の活用に関する「最終素案」と意見聴取の結果を発表した。集まった2,835人の意見のうち、5％未満が「原案通り実施」、3％が「計画中止」、残りの約92％が「何らかの形で施設を建設」であったことから、中根は選挙公約を覆し「現行計画のアップグレード」を基本の方針とすることを決定した。11月30日、専門家の意見を取り入れて修正した「最終案」が完成。施設の名称は「（仮称）おかざき乙川リバーフロント交流拠点」とされた。12月17日、市議会は、事業一部凍結で損害を被った「岡崎リバーリンク株式会社」に賠償金4,275万400円を支払う議案を可決した。
2023年（令和5年）2月21日、「岡崎リバーリンク株式会社」とホテル運営事業者の三菱地所は、「（仮称）おかざき乙川リバーフロント交流拠点」建設に向けた協議を中止すると市に通知した。建設資材の高騰とコロナ禍によるコンベンション需要の落ち込みがその理由とされる。同年3月31日、「岡崎リバーリンク株式会社」は解散した。

## 施設
- 愛知県西三河総合庁舎
- 岡崎明大寺郵便局
- 明代公園
- 萬徳寺
- 明徳保育園
- あいち銀行岡崎支店/岡崎南支店
- ファミリーマート岡崎明大寺店
- アニメイト東岡崎
- 世界の山ちゃん東岡崎駅前店
- エイブル岡崎店

## ギャラリー
- 愛知県西三河総合庁舎（左側の建物）
- 閉館した「岡崎市教育文化館」
- 明代公園（1966年3月28日完成）[47]
- 明代公園にある旧児童館の建物[48]
- 東岡崎駅北口
- 岡ビル百貨店
- 萬徳寺
- 明徳保育園
- 1926年（大正15年）撮影。東岡崎駅から明代橋方面を望む。

## 交通

### 鉄道
- 名鉄名古屋本線
  - 東岡崎駅 (岡崎市の中心駅)

### 道路
- 愛知県道293号桜井岡崎線
  - 六名通り
- 愛知県道477号東大見岡崎線
  - モダン道路
- 愛知県道483号岡崎幸田線
  - 電車通り
- 岡崎市道
  - 東岡崎駅前通り

## その他

### 日本郵便
- 郵便番号 : 444-0860[4]（集配局：岡崎郵便局[49]）。